# Roeien op de Olympische Zomerspelen 2020 – Vier-zonder vrouwen
De vier-zonder vrouwen op de Olympische Zomerspelen 2020 vond plaats van 24 tot en met 28 juli 2021 op de Sea Forest Waterway in Tokio. Veertig roeiers uit tien landen streden om de medailles. Regerend olympisch kampioen Canada was 29 jaar lang houder van de olympische titel. Australië werd olympisch kampioen, Nederland werd tweede en Ierland eindigde als derde in de finale.
Dit roeionderdeel bestond uit meerdere ronden. Met het roeien van de series en de herkansing werd het deelnemersveld voor de finales bepaald. De boten in de A-finale streden om de medailles, terwijl boten in de B-finale roeiden om hun positie in de eindklassering te bepalen. 

## Deelnemers per boot
| Nr. | Roeiers                                                                           | Land             |
| --- | --------------------------------------------------------------------------------- | ---------------- |
| 1   | Lucy Stephan - Rosemary Popa - Jessica Morrison - Annabelle McIntyre              | Australië        |
| 2   | Jennifer Martins - Kristina Walker - Nicole Hare - Stephanie Grauer               | Canada           |
| 3   | Lin Xinyu - Wang Fei - Qin Miaomiao - Lu Shiyu                                    | China            |
| 4   | Trine Dahl Pedersen - Christina Johansen - Frida Sanggaard Nielsen - Ida Jacobsen | Denemarken       |
| 5   | Rowan McKellar - Harriet Taylor - Karen Bennett - Rebecca Shorten                 | Groot-Brittannië |
| 6   | Aifric Keogh - Eimear Lambe - Fiona Murtagh - Emily Hegarty                       | Ierland          |
| 7   | Ellen Hogerwerf - Karolien Florijn - Ymkje Clevering - Veronique Meester          | Nederland        |
| 8   | Maria Wierzbowska - Olga Michałkiewicz - Monika Chabel - Joanna Dittmann          | Polen            |
| 9   | Madalina Heghes - Elena Logofatu - Cristina Popescu - Roxana Anghel               | Roemenië         |
| 10  | Madeleine Wanamaker - Claire Collins - Kendall Chase - Grace Luczak               | Verenigde Staten |

## Resultaten

### Series
De beste drie boten van elke serie plaatsten zich voor de finale. De overige boten gingen naar de herkansingen om te proberen zich alsnog te kwalificeren.
| Rang | Baan | Land             | Tijd    | Bijz. |
| ---- | ---- | ---------------- | ------- | ----- |
| 1    | 4    | Nederland        | 6:33,47 | Q     |
| 2    | 3    | China            | 6:38,54 | Q     |
| 3    | 1    | Canada           | 6:40,07 | H     |
| 4    | 2    | Groot-Brittannië | 6:41,02 | H     |
| 5    | 5    | Polen            | 6:48,33 | H     |

| Rang | Baan | Land             | Tijd    | Bijz. |
| ---- | ---- | ---------------- | ------- | ----- |
| 1    | 1    | Australië        | 6:28,76 | Q     |
| 2    | 2    | Ierland          | 6:28,99 | Q     |
| 3    | 3    | Roemenië         | 6:40,02 | H     |
| 4    | 5    | Verenigde Staten | 6:43,80 | H     |
| 5    | 4    | Denemarken       | 6:50,15 | H     |

### Herkansing
De beste twee boten van de herkansing plaatsten zich voor de A-finale, de overige boten gingen naar de B-finale. 
| Rang | Baan | Land             | Tijd    | Bijz. |
| ---- | ---- | ---------------- | ------- | ----- |
| 1    | 5    | Groot-Brittannië | 6:46,20 | Q     |
| 2    | 6    | Polen            | 6:46,57 | Q     |
| 3    | 2    | Roemenië         | 6:47,38 | FB    |
| 4    | 1    | Canada           | 6:51,71 | FB    |
| 5    | 3    | Verenigde Staten | 6:53,26 | FB    |
| 6    | 4    | Denemarken       | 7:01,17 | FB    |

### Finales
| Rang   | Baan | Land             | Tijd    | Bijz. |
| ------ | ---- | ---------------- | ------- | ----- |
| Goud   | 3    | Australië        | 6:15,37 | OB    |
| Zilver | 4    | Nederland        | 6:15,71 |       |
| Brons  | 2    | Ierland          | 6:20,46 |       |
| 4      | 1    | Groot-Brittannië | 6:21,52 |       |
| 5      | 5    | China            | 6:25,13 |       |
| 6      | 6    | Polen            | 6:29,95 |       |

| Rang | Baan | Land             | Tijd    | Bijz. |
| ---- | ---- | ---------------- | ------- | ----- |
| 7    | 1    | Verenigde Staten | 6:33,65 |       |
| 8    | 4    | Denemarken       | 6:34,72 |       |
| 9    | 2    | Roemenië         | 6:35,12 |       |
| 10   | 3    | Canada           | 6:35,13 |       |